# Sárközi népviselet

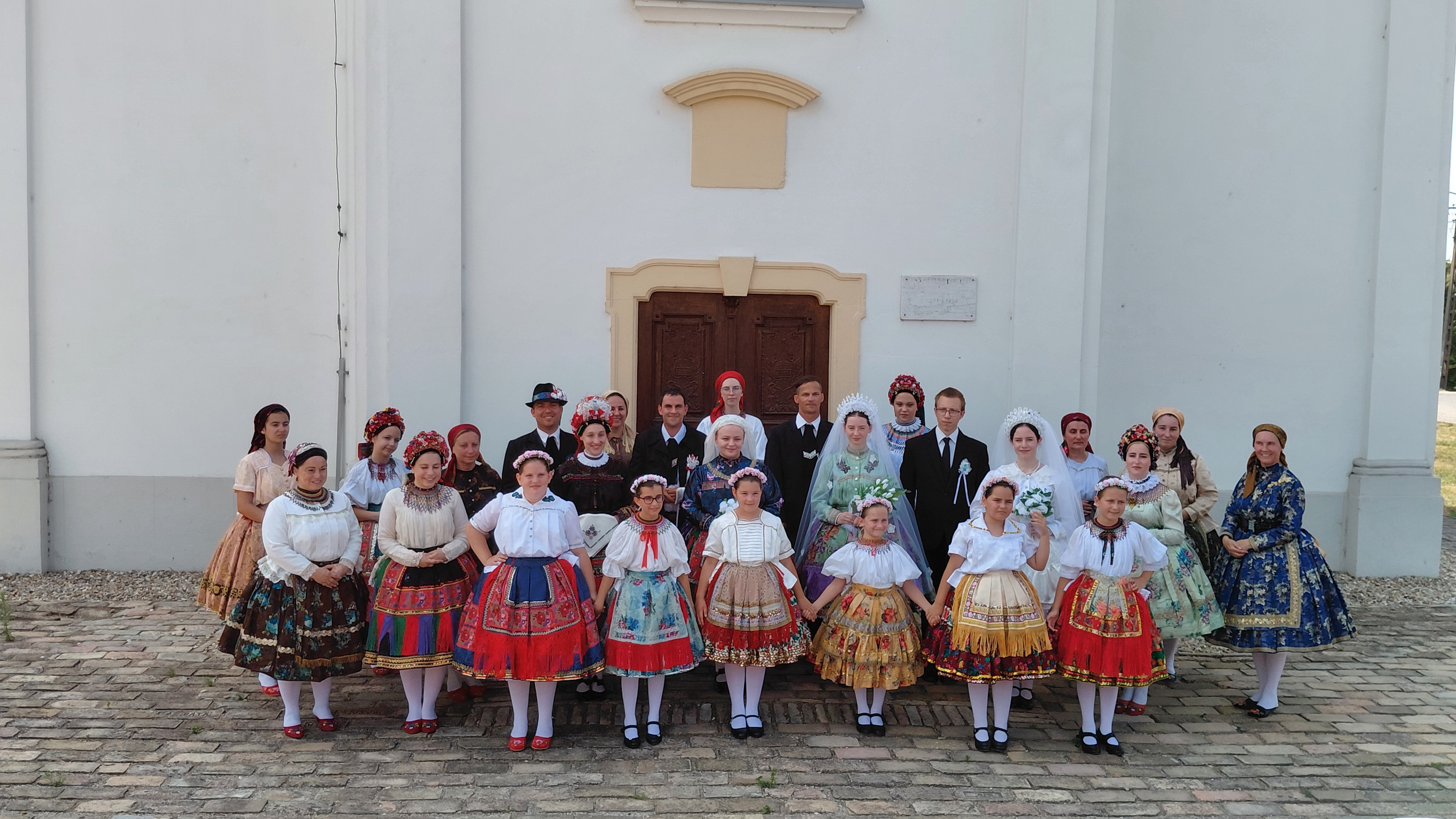
Hagyományos őcsényi népviseletben álló hagyományőrzők a falu református temploma előtt

A sárközi népviselet a magyar népviseletek között megkülönböztetett figyelmet érdemel. A férfi és női viselet alakulása között nagy különbség van: míg a férfi viselet az országostól soha nem tért el különösebben, lassabban is változott és a 19. század fordulójára elvárosiasodott, addig a nőké mindig sajátos utakon haladt; a 19. század végén felért a csúcspontra, de azóta is virágzik. A magyar népviseletek közül ez a legrégibb formájú, legdíszesebb és a legdrágább anyagokból készült. Az alakításban és szépítésben mindig a sárközi nők vezettek: míg más magyar népcsoportoknál például egy bizonyos hímzésmód vált uralkodóvá, a Sárköz néprajzi kistájon minden stílus, technika és ornamentika megtalálható.

## Férfi viselet
A Sárközben nemcsak a nők, hanem a férfiak is olyan mértékben „öltözködtek”, hogy például a decsi Bogár András (az 1930-as években) napjában ötször is cserélt valamit öltözékén, vagy teljesen átöltözött. A 19. század közepén még az ing dereka olyan rövid volt, hogy tenyérnyi szélesen kilátszott a férfiak háta a gatyakorc felett, s nem volt kézelője, sem gallérja. Ekkor még széles bőrövet, széles karimájú nagy kalapot és bocskort viseltek. Az első világháború előtt már kivetett, nemegyszer csipkés szélű volt az ing, amit az ezüstpitykés, állógallérú pruszlik formált a testhez. Télen a fehér szűrposztóból készült (az ünnepi darabokon piros és zöld bőr vagy posztórátétes) rövid szűrdolmányt vagy kisszűrt vették fel. A hosszú vagy öreg szűr gallérját és ujja végét csak fekete posztó díszítette. A cifraszűrt, a hímzett subát, a hímzéssel és rátéttel díszített ujjas ködmönöket csak a gazdagabbak tudták megfizetni. Ugyancsak a 19. század közepétől kezdtek a sárköziek sötétkék vagy fekete posztóból készült zsinóros nadrágot, nagy fémgombokkal díszített mándlit, később rövid fekete, ugyancsak több fémgombsoros, prémes posztókabátot is viselni. A férfiak már a 20. század fordulójának táján átvették a városi viseletet. Az I. világháború után már csak az idősebbek hordtak nyáron, hétköznap térden valamivel alább érő ráncolt bőgatyát, hímzett elejű és kézelőjű inget és gombos mellényt, télen zsinóros fekete posztó vagy szövetkabátot, csizmanadrágot a ráncosszárú csizmához.

## Női viselet

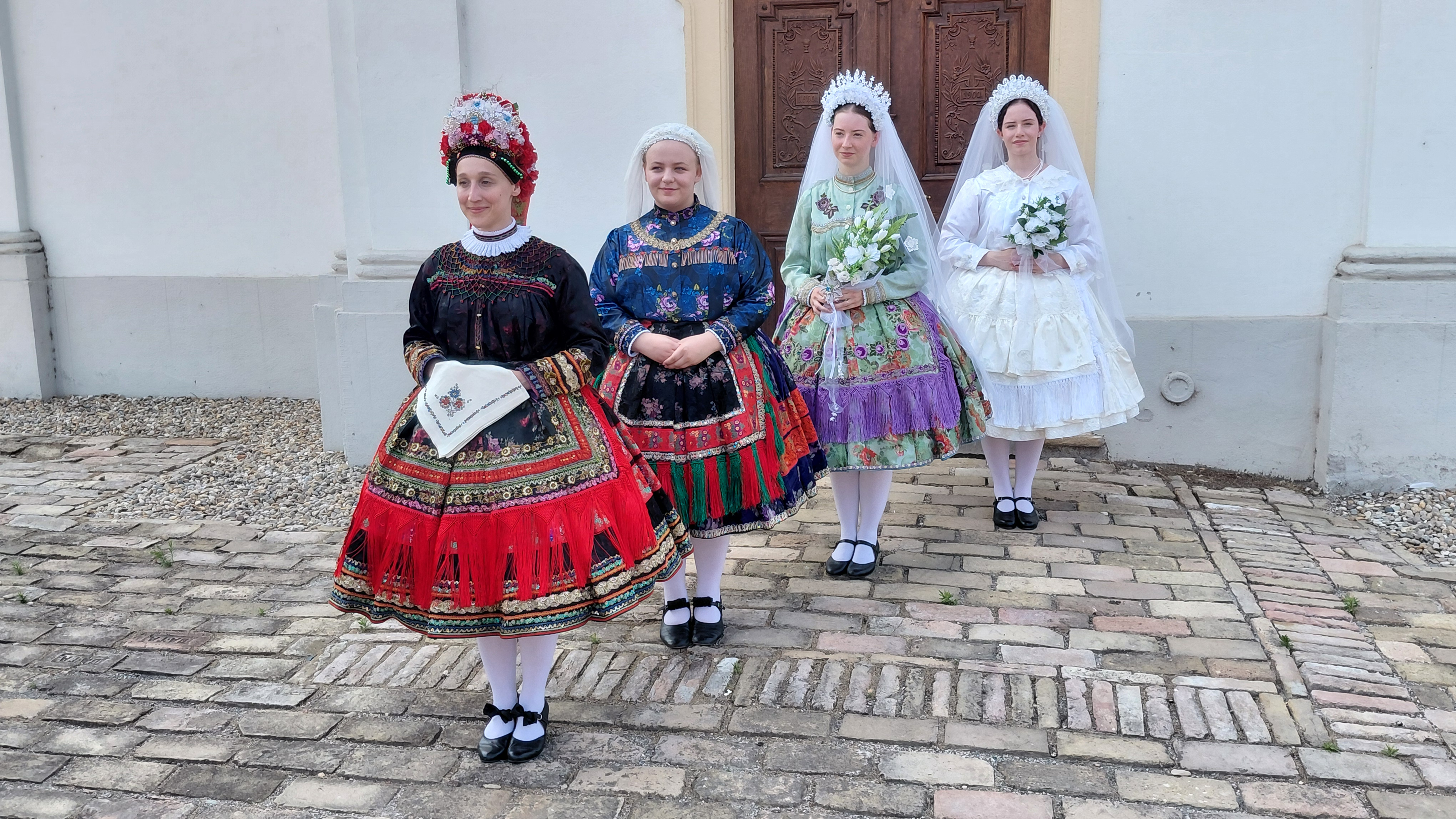
Az őcsényi menyasszonyi viselet változása (balról jobbra: 1890-es évek, 1920-as évek, 1930-as évek, és 1950-es évek)

A sárközi női viselet az ármentesítések befejezése után még tovább színesedett, a 19-20. század fordulója óta azonban sokat veszített harmonikus szépségéből és mind nagyobb helyet kaptak a polgári ruhadarabok. S sárköziek általában szeretik viseletüket, büszkék rá és öntudatosan ragaszkodnak hozzá. A szegényebbek mindig követték a módosabbak divatját, de vagyoni erejükhöz mérten olcsóbb anyagból és valamivel kevesebb dísszel állították elő.
Sárközben a nők viselete koruk és családi állapotuk szerint annyira különbözött, hogy viselőjének helyzetét könnyű kikövetkeztetni. A színek használatát például a kor szabta meg: a legszínesebb a fiatalok viselete, az idősebbeknél szinte évről évre elmaradt egy-egy szín. A fiatalság a pirosat, tarkát hordta, negyven éven felül elmaradt az élénkpiros szín, helyette sötétzöldet, bordót és barnát viseltek, ötven éves kortól tiszta feketében jártak. A családi állapotot elsősorban a fejviselet jelezte: a lányok pártát, majd  háromrészes bársonyt hordtak, az asszonyok pedig a lakodalom utáni naptól kezdve halálukig főkötőt, ünnepen kendőt is öltöttek. Ehhez a fiatal menyecske fátyolt és ún. csafringot is tett, ezt azonban első gyermeke születése után levetette. Aki gyászolt, esetleg fehérrel élénkítette a feketét, de nem tért vissza többé a színes ruhához.

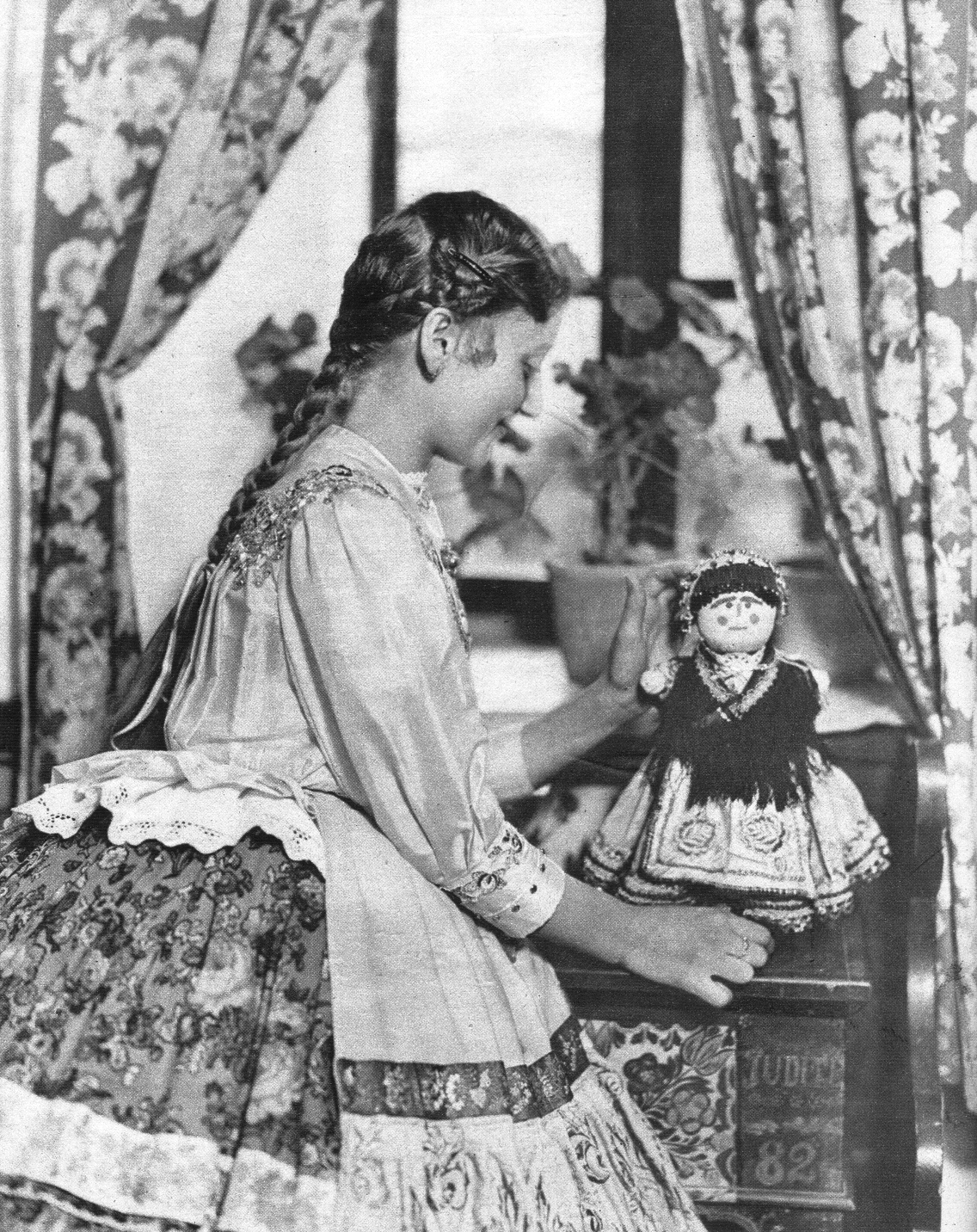
Babával játszó sárközi kislány

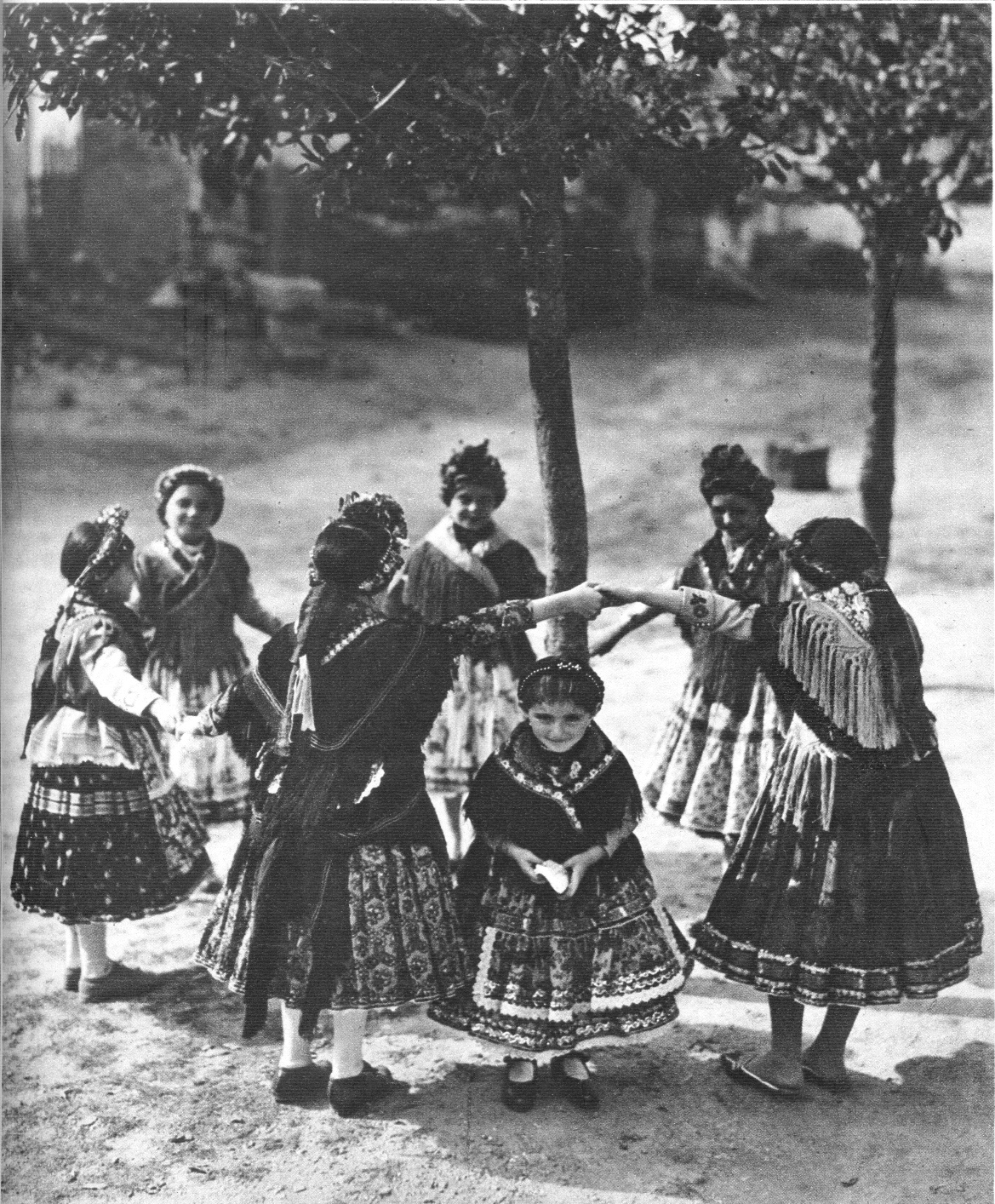
Lánc, lánc, eszterlánc. Sárközi kislányok játéka.

A Sárközben munkára, útra és ünnepekre külön öltözéket állítottak össze, természetesen az ünnepi volt a legszínesebb, amelyben táncba, bálba, vásárokba jártak. Legünnepélyesebb a menyasszony öltözéke volt.
A sárközi viselet az ország valamennyi öltözete között – virágkorában – a legpompásabb volt. A női öltözetek anyagát Lyonból, Bécsből, díszeit Saint-Étienne-ből hozatták. A 19. század nyolcvanas éveitől a maguk szőtte bíbor (bodorvászon), mellévarrott és ünnepre ujján hosszanti irányban keresztöltéses, fekete, piros, zöld gyapjúfonállal és fémlemezecskékkel, islóggal hímzett vagy gabóca csipkebetétes inget hordtak, melyet könyök felett kötöttek meg. Bodorvászonból volt a legalul viselt pöndő (pendely) is. Alul két sor selyemszalagos szövet, kasmír vagy bársony szoknyát hordtak. Ezek alá már 2-3-4, sőt több fodros rokolyát vettek fel, maguk elé hétköznap sima vászon kékfestő, ünnepre selyem és bársonykötőt kötöttek. Az utóbbiakat nagy lapos ráncokba szedték, fodrokkal, gyöngyökkel, szalagokkal, arany-ezüst sújtással, szélét színes selyem rostkötéssel ékesítették. Régen alsószoknyaként pöndőt viseltek, újabban hosszú inget hordanak helyette, e fölé négy gyári gyolcsból való rokolyát (szoknyát) öltöttek. A rokolyákat különböző hosszúságúra engedték, sokszoknyák hossza az idő múlásával és a divattal egyre rövidült. A felsőszoknya 5-6 méter bő, derékban kétsorosan ráncolt és ún. gallérba volt szedve; a kétharmadában elhelyezett két sor széles, színes selyemszalag jellegzetes sárközi dísz; alul arany- és ezüstsujtásos. Minden alsószoknyát  erősen keményítettek, a legfölső rokolya aljára fodorot raktak, hogy körben jól kitartsák; járás közben sajátos lengést ad a szoknyának:
Nyéki kislány, ha bemegy a templomba,

Szétvágódik a farán a rokolya.

A legények azt susogják a karba:

Ki babája ez a kislány? De nyalka!
A szoknya a legdrágább anyagokból: gyári selyemből, szövetből, bársonyból vagy kásmírból készült:
Ha még egyszer én leány lehetnék,

Tiszta piros kázsmir szoknyát vennék.

Kerek lönnék benne, mint a retök,

Nem is ölelne meg minden gyerök.

Édösanyám, ki a leány, ha én nem?

Ki vöszi rá a czicz szoknyát, ha én nem?

Rám illik a bíborümög, czicz szoknya,

Leány vagyok, nem  is ám az ajja.

Vékony héja van a piros almának,

Kesköny szele van a selyömszoknyának.

Kesköny szele, kerek ajja van neki

Jaj, de tudom a babámat szeretni.

A csanádi öreg szőlő utcában,

Lányok mönnek piros delin szoknyában.

Érik már a sok szép szőlő, azt őrzik,

Hazamönnek, babájukat ölelik.
Kötényük keskeny, a szoknyáéval azonos anyagból készült; a cifra kötényt fent nagy, lapos ráncokba szedték; a selyem kötényeket három oldalukon széles selyemszalagokkal díszítették, emellett alkalmazták a gyöngy-, szalagrózsa és az arany-, ezüstsújtásos díszeket is. A Sárköz jellegzetessége az igen díszes rojtos kötény:
Van énnékem körülrojtos kötényem,

Jaj, de gyöngyen élem leány életem.

Hozzám járnak a legények mulatni,

Jaj, Istenem, hogy köll elfelejteni.
Jellegzetes sárközi ruhadarab a szoknya és a kötény elé keresztbe kötött szőttes abrosz is, amelyben terhet vittek, esőben köpenyként használtak.
A Sárközben a színes brokátból készült pruszlikot ma ma nem viselik, helyette röpikét hordtak: az ing fölött, a szoknyán kívül viselték, széles övvel vagy szalaggal szorították testükhöz. Anyaga fodorvászon, kásmir, vagy brokát, színe elütött a szoknyáétól. Ujjait fodorral, csipkével és gyönggyel díszítették:
Jaj, de fázok röpikébe,

Takarj babám a szűrödbe.

A szűrömnek nagy az ára,

Nem takarlak be hiába.

Kékpánlika a blúzom ujjában,

Mit válogat a legény a lányban.

Mit válogat, ha nincs módja benne,

Ögye meg a válogatott fene.
A szintén jellegzetes sárközi vállkendő gyári selyemből vagy gyapjúfonalból készült, színe drapp, rózsaszín vagy fekete. Csak a Sárközben vettek fel egyszerre három-négy kendőt, mindegyiknek más volt a színe és a rojtja: az egészet összetekerték és hátul kötötték össze a két sarkát. Sajátos szokás volt, hogy a négyes kendő alsó nagykendőjét megsodorták a nyakban. Télen gyapjúból kötött berliner kendőt használtak. Télen rövid derekú, bőrrátétes és színes hímzéssel díszített báránybőr kisködmönöket vagy hasonló szabású, fekete bajkót húztak. A női ködmön eleje és háta nagy piros bőrrátétekkel volt díszítve, fodrán, ujjain és az összevarrások mentén piros, zöld és kék selyemfonalas virágelemeket képeztek ki laposöltéses technikával. Derekát színes selyemszalaggal övezték, két első sarka fel volt hajtva. A bajkó fekete posztóból, klottból vagy selyemből készült női kabátka; erősen kivágott, gallértalan és a dereka rövid; ujjait gyönggyel, selyemszalaggal díszítették.
A 19. század nyolcvanas éveiben a lányok három ágba font, hajukat tülökpártával takarták, később háromrészes bársonnyal. Ez a párta is sárközi jellegzetesség: gerezdesen formált, kör alakú, rácsos fejdísz; piros vászonhuzatát a sok arany-, ezüstszál, zsinór és flitter takarja el. Nevét onnan kapta, hogy élén öt-hét tülök (csücsök) volt papírból és vászonból. A tülökpártát a homlokra illesztették. Az újabb párta ún. háromrészes bársony: első részét széles fekete bársonyszalagból, majd a második aminek keménypapír adta az alapját, piros vászonnal fedték be és piros selyemszalagot hajtogatjak rá, erre került a művirágokból, mírtuszokból, gyöngyökből készült párta; a harmadik alapja ugyan az mint a másodiké, azzal a különbséggel hogy ennél fekete selyemszalagot hajtogattak a piros vászonnal fedett papír alapra, majd erre is színes papírrózsákból és gyöngyökből készült koszorút erősítettek fel. E párták divatjának múltával a lányok két ágba font hajukat koszorúba kötötték és gyöngyös szalaggal, vagy arany paszományos fekete bársony szalaggal (bársony perem) szorították le. Legújabban már fejkendőt hordtak.
Kis-Őcsényben híres leány vagyok én,

Két sor rostos keszkenyőben járok én.

Két sor rostos  keszkenyőben járokén,

Piros gombos dunyha alatt hálok én.

Ezt a kislányt ne vedd el, ne vedd el,

Nem győzöd el selyemkeszkenővel.

Kilencet köt fejére, nyakára,

Tizediket karcsú derekára.

Százforintos selyömkendőm zöld rojtja,

Lehajulok lábam fejét borítja.

Eladom a százforintos kendőmet,

Kiváltom a katona szeretőmet.
Az asszonyok régebben téglalap alakú szabott főkötőt, később fehér fonallal gazdagon hímzett fekete parittyafőkötőt viseltek, amelyeket a menyecskék az első gyermek születéséig bíborral is befedtek, és díszes tűvel tűzték meg (tekerődzés). A sárköziek nagyon kedvelték a sok színes selyemszalagot: a főkötőnél a fej hátsó felét takarták vele,  de magát a főkötőt és az ing elejét is díszítették szalagokkal; a régi pártáról is csaknem a szoknya aljáig érő szalagok csüngtek le. A jellegzetes sárközi csafring zsinórra fűzött gyöngysor volt, a főkötő hátsó részéhez fűzték Nyakukban gyöngygallért viseltek. Papucsban jártak, lábukra fekete cifrabokás kapcát vagy botost húztak, a 20. század fordulója után pedig gombos vagy bütykös harisnyát.

## Lásd még
- Sárköz (néprajzi táj)

## Külső hivatkozások
- Népviselet.lap.hu - linkgyűjtemény